# Sylvania (Georgia)
Sylvania város az Amerikai Egyesült Államok Georgia államában Screven megyében, melynek megyeszékhelye. Lakosainak száma 2634 fő (2020. április 1.).

## Népesség
A település népességének változása:

| 2010 | 2 956 |
| 2020 | 2 634 |